# Hajo Schumacher

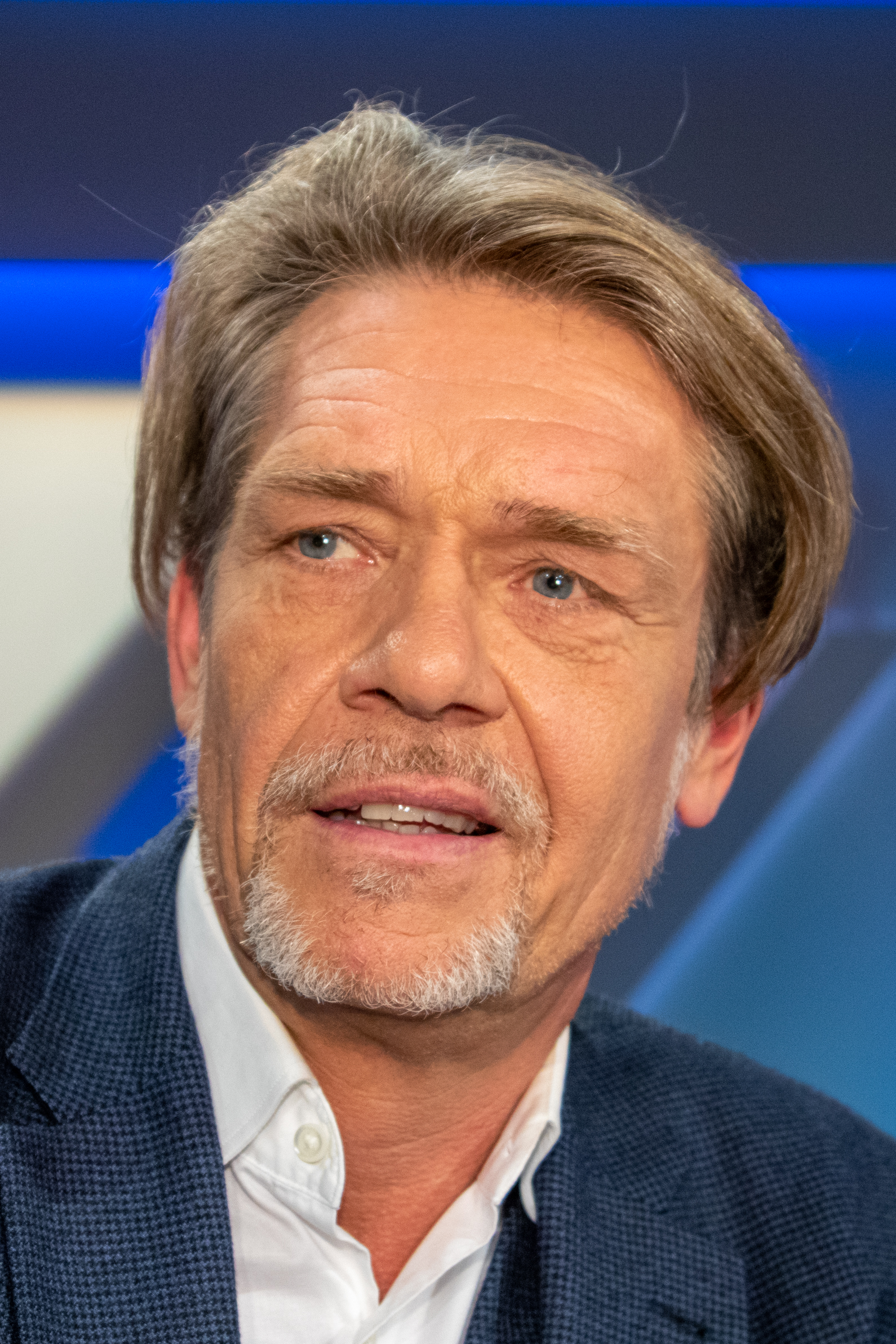
Hajo Schumacher (2019)

Hajo Schumacher (* 22. April 1964 in Münster, auch Achim Achilles) ist ein deutscher Journalist und Autor.

## Leben

### Ausbildung und Beruf
Nach dem Studium der Journalistik, Politikwissenschaft und Psychologie arbeitete Schumacher von 1990 bis 2000 beim Spiegel, zuletzt als Co-Leiter des Berliner Büros. Von 2000 bis 2002 war er Chefredakteur der Lifestyle-Zeitschrift Max in Hamburg. 2006 wurde er mit der Dissertation Machtphysik. Führungsstrategien der CDU-Vorsitzenden Angela Merkel im innerparteilichen Machtgeflecht 2000–2004 bei Karl-Rudolf Korte an der Universität Duisburg-Essen zum Dr. phil. promoviert.
Heute schreibt Schumacher als freier Autor für Tageszeitungen, Magazine, Hörfunk, Online und Fernsehen. Für RTL, Welt, WDR und RBB kommentiert er das politische Geschehen. Er lebt mit seiner Familie als freier Journalist in Berlin.
Von 2004 bis 2012  war er Herausgeber der Medienzeitschrift V.i.S.d.P., 2006 bis 2009 moderierte er gemeinsam mit dem ehemaligen Bild-Journalisten Hans-Hermann Tiedje die wöchentliche Talkshow Links-Rechts auf N24. Zusammen mit Jörg Schönbohm („Der Konservative/Rechte“) bildete er von Dezember 2010 bis einschließlich 2011 als „Der Linke“ bei Stuckrad Late Night des Senders ZDFneo den Sidekick vom Balkon. 2008 bis 2014 moderierte er das Magazin Typisch deutsch für Deutsche Welle TV. Von 2015 bis zur Einstellung 2019 moderierte er für denselben Sender im Wechsel mit Tina Gerhäusser das internationale Talk-Magazin Quadriga und seitdem in derselben personellen Konstellation das Nachfolgeformat Auf den Punkt. Seit 2013 ist er ständiger Teilnehmer der politischen Gesprächssendung Thadeusz und die Beobachter im rbb Fernsehen.
Im Dezember 2013 wurde Hajo Schumacher gemeinsam mit Benjamin von Stuckrad-Barre vom Journalistenverbund Reporter-Forum mit dem „Deutschen Reporterpreis 2013“ für das Beste Interview 2013 mit Jürgen Flimm und Jörg Schönbohm über deren kürzliche Schlaganfälle ausgezeichnet.
Seit Oktober 2019 schreibt er eine wöchentliche Kolumne für die Berliner Morgenpost, zu der 2020 ein Podcast unter dem Titel Berliner Schnauzen kam, in dem nicht prominente Berliner zu Wort kommen. Die Morgenpost wirbt dafür mit dem Slogan „Garantiert Promifrei!“ Seit 2020 ist Schumacher regelmäßiger Gast im Podcast Apokalypse & Filterkaffee von Micky Beisenherz.

### Autor
Schumacher schrieb die Biographie von Roland Koch und war Co-Autor von Büchern von Politikern, u. a. von Klaus Wowereit und Malu Dreyer.
Unter dem Pseudonym Achim Achilles schrieb Schumacher ab 2004 Kolumnen bei Spiegel Online über Läufer, Walker und die Eigenheiten vieler Hobbysportler. Einige Kolumnen sind als Bücher verlegt worden. Im Mai 2012 wurden gegen Schumacher Vorwürfe wegen Urheberrechtsverletzungen publik. Er hatte in einem Buch Texte von Jens Karraß übernommen, die dieser nur im Rahmen einer zwischenzeitlich beendeten Zusammenarbeit für die gemeinsam betriebene Webseite zur Verfügung gestellt hatte. Karraß erwirkte hierzu im März 2012 eine Unterlassungserklärung gegen Schumacher.
Am 12. März 2019 verkündete Schumacher in einer Videobotschaft, dass er nach 15 Jahren sein Alter Ego „Achim Achilles“ in den Ruhestand verabschiedet und „Laufsichtsrat“ der neuen Achilles Running Laufseite wird.

## Sonstiges Engagement
Schumacher ist Mitglied in den Jurys der Medienpreise LeadAward (Kategorie Zeitschriften), Reemtsma Liberty Award 2008 und des Politikawards 2013. Hajo Schumacher tritt auch als Moderator von Preisverleihungen, Galas, Symposien und Fachtagungen in Erscheinung, so moderierte er unter anderem den Deutschen Preis für Onlinekommunikation, den Personalmanagement-Kongress 2013 oder als Laudator den Grimme Online Award.
Er ist Mitglied im Beirat der Zeitschrift Politik & Kommunikation.
Unter dem Pseudonym Achim Achilles nutzte Schumacher bis 2019 seine Bekanntheit für Charity-Läufe und ähnliche Projekte.
Er ist Mitgründer des PEN Berlin.

## Positionen
Im Jahr 2011 verteidigte Schumacher Silvana Koch-Mehrin gegen die Plagiatsvorwürfe im Zusammenhang mit ihrer Doktorarbeit. Er kritisierte die mit diesen verbundene Reaktion der deutschen Medien und insbesondere die von Spiegel Online. Er erklärte in diesem Zusammenhang: „Es geht hier nicht um […] Koch-Mehrin. Es geht um journalistische Standards“ – und um die „elende Selbstgerechtigkeit der digitalen Blockwarte“. Die Süddeutsche Zeitung stellte in Folge die Frage nach einem möglichen Interessenkonflikt Schumachers, da dessen Frau, Susanne Schumacher, zusammen mit Koch-Mehrin im Jahr 2007 unter dem Titel Schwestern: Streitschrift für einen neuen Feminismus ein gemeinsames Buch verfasst hatte. Schumacher verneinte einen Interessenkonflikt. Er erklärte, er habe Koch-Mehrin nicht in Schutz genommen. Er habe die Zunft der Promovierten in Schutz genommen, deren Arbeit nur noch auf Fußnoten abgeklopft würde.

## Bücher

### Als Autor
- Roland Koch. Verehrt und verachtet. (= Fischer TB. 16153). Fischer-Taschenbuch-Verlag, Frankfurt am Main 2004, ISBN 3-596-16153-3.
- Kopf hoch, Deutschland. Optimistische Geschichten aus einer verzagten Republik. Blessing, München 2005, ISBN 3-89667-280-0.
- Papa, wie lang sind 90 Minuten? Das 1 × 1 der Fußballwelt. Blessing, München 2005, ISBN 3-89667-284-3.
- Die zwölf Gesetze der Macht. Angela Merkels Erfolgsgeheimnisse. Blessing, München 2006, ISBN 3-89667-311-4.
- Restlaufzeit. Wie ein gutes, lustiges und bezahlbares Leben im Alter gelingen kann. Eichborn, Köln 2014, ISBN 978-3-8479-0572-1.
- Solange du deine Füße auf meinen Tisch legst… Mein schrecklich lustiges Leben als Vater. Eichborn, Köln 2017, ISBN 978-3-8479-0629-2.
- Männerspagat. Wie wir mit Offenheit, Respekt und Leidenschaft die alten Rollen überwinden. Eichborn, Köln 2018, ISBN 978-3-8479-0649-0.
- Kein Netz! Geld, Zeit, Laune, Liebe – wie wir unser wirkliches Leben zurückerobern. Eichborn, Köln 2020, ISBN 978-3-8479-0062-7.

### Unter Pseudonym Achim Achilles
- Achilles’ Verse. Mein Leben als Läufer. Heyne, München 2006, ISBN 3-453-60034-7.
- Achilles’ Laufberater. Heyne, München 2007, ISBN 978-3-453-60055-3.
- Das Walker-Hasser-Manifest. Heyne, München 2007, ISBN 978-3-453-60071-3.
- Achilles’ Verse. Band II: Lerne Laufen ohne Leiden. Heyne, München 2009, ISBN 978-3-453-60094-2.
- Die Marathon-Therapie. In 10 Schritten zurück ins Leben. eriginals berlin, Berlin 2011, ISBN 978-3-86439-003-6.
- Einfach loslaufen – Das schlanke Standardwerk für Lauf-Einsteiger. eriginals berlin, Berlin 2011, ISBN 978-3-86439-034-0.
- Bewegt Euch! Die Glücksphilosophie des Achim Achilles. Ludwig Buchverlag, München 2012, ISBN 978-3-453-28042-7.
- Keine Gnade für die Wade. Neues vom Wunderläufer. Heyne, München 2013, ISBN 978-3-453-60288-5.
- Sehnen lügen nicht. Neues vom Läufer der Herzen. Heyne, München 2017, ISBN 978-3-453-60423-0.

### Als Co-Autor
- mit Klaus Wowereit: … und das ist auch gut so. Mein Leben für die Politik. Blessing, München 2007, ISBN 978-3-89667-334-3.
- mit Malu Dreyer: Die Zukunft ist meine Freundin. Wie eine menschliche und ehrliche Politik gelingt. Quadriga, Köln 2015, ISBN 978-3-86995-083-9.